# إعلان سياقي
الإعلانات السياقية (بالإنجليزية: Contextual advertising)‏ هو نوع من أنواع الإعلانات حيث الهدف من هذه الإعلانات هي أن تصل إلى أكبر عدد من المستهلكين على أساس عوامل مختلفة مثل العوامل الجغرافية، تاريخ الشراء، أو السلوك المشاهد. هناك شكلين رئيسيين من الإعلانات التفاعلية المستهدفة هي إعلانات استهداف السلوك والإعلانات السياقية.

## تاريخها
جوجل هي أول من قامت بتقديم هذه الخدمة عام 2002.

## ماهي الإعلانات السياقية
هي شكل من أشكال الإعلانات التي تظهر على شبكة الإنترنت أو وسائل أخرى، مثل عرض المحتوى في متصفحات الجوال..ويتم اختيار وخدم الإعلانات من قبل نظام اتوماتيكي يعتمد على المضمون الذي يعرض على المستخدم..
وهو أن يقوم أصحاب المواقع بالسماح لمحركات البحث بوضع إعلانتها التي لها صله بمحتويات هذه المواقع على مواقعهم، ويتم دفع هذه الإعلانات من قبل المعلنين الذين يريدون لرسائلهم أن تظهر على الويب، والإيرادات الناتجة من هذه الإعلانات تكون منقسمة بين محركات البحث وبين أصحاب المواقع، وفي أكثر الأحيان أصحاب المواقع يحصلون على أكثر من نصف هذه الإيرادات.
[[أصحاب المواقع ليست لديهم السيطرة الكاملة على الإعلانات التي تظهر على مواقعهم ، كذلك المعلنون ليست لديهم السيطرة الكاملة على أماكن عرض إعلاناتهم , وفي أي المواقع ستعرض .
محركات البحث تستخدم أدوات مختلفة مثل "تحليل الكلمات" و "تشابه الكلمات" حتى تضمن ظهور الإعلانات ذات الصلة والمناسبة فقط . ولهذه الأسباب فإن "مصطلحات شبكات الإعلان" غالباً ما تسمى "تسويق السياق"وذلك بسبب الجهد المبذول لفهم السياق لمعرفة أين سيتم عرض هذا الإعلان, و الإعلانات السياقية هي من أهم أسباب نمو وتزايد ايرادات محركات البحث , فمثلاً أكثر من نصف ايرادات قوقل تأتي من ادوورد والبقية تأتي من أدسنس.]]

## كيف تعمل الإعلانات السياقية
نظام الإعلانات السياقية يقوم بمسح النص من موقع على شبكة الإنترنت لكلمات رئيسية ومن ثم يقوم بإعادة الإعلانات على صفحات الويب على أساس ماذا يشاهد المستخدم. ويمكن أن يتم عرض الإعلانات على صفحات الويب أو الإعلانات المنبثقة ((pop up -ads. على سبيل المثال، إذا كان المستخدم يقوم بعرض موقع خاص بالرياضة وهذا الموقع يستخدم الإعلانات السياقية، فبإمكان المستخدم من رؤية إعلانات الشركات التي لها علاقة بالرياضة مثلاً شركات بيع التذاكر، وتستخدم الإعلانات السياقية من قبل محركات البحث لعرض الإعلانات على صفحات نتائج البحث على أساس الكلمات الأساسية في استعلام المستخدم.
الإعلانات السياقية جعلت لها تأثير كبير على عائدات العديد من المواقع. لأن الإعلانات هي أكثر استهدافاً، هم أكثر عرضة لللنقر، وبالتالي تولد عائد لصاحب الموقع (وخادم الدعاية).

## مزودي الخدمة
قوقل أدسنس يعتبر من أول وأهم برامج الإعلانات السياقية، يعمل من خلال تزويد المواقع بشفرة جافا سيكريبت وعند إدراجها في تلك المواقع، يقوم بعرض الإعلانات ذات الصلة بهذا الموقع من حصر مجموعات من المعلنين في قوقل. 
العمل مع قوقل أدسنس لا يتطلب أي مهارات خاصة، أو مواهب نادرة، كل ما تحتاجه هو جهاز كمبيوتر شخصى في منزلك ووقت كاف يومياً للعمل ورغبة في التعلم.
لا حدود لما يمكن أن تحققه من أرباح ومكاسب من خلال العمل مع قوقل أدسنس. والأمر لا يتطلب أية مهارات خاصة في البرمجة أو في تطوير المواقع.
البرنامج مجاني، وهو يجمع بين إعلانات «الدفع بالنقرة» و «الدفع بالظهور»، مما يعني أنه يُدفع لك المال مقابل النقرات المشروعة على الإعلانات في موقعك وكذلك على ظهورها في صفحات المحتوى لديك. وإذا كنت موافقا على سياسات البرنامج، فاملأ طلب الاشتراك واختر إما AdSense لصفحات المحتوى أو AdSense للبحث أو كليهما. فالطلب الواحد يتيح الموافقة على كلا نوعي AdSense، وأنت تقرر في مسألة استعمال هذين المنتجين على صفحات موقعك.
يمكنك أيضاً منع إعلانات شركات منافسة من الظهور في موقعك بواسطة إضافة قوائم المواقع المنافسة لك في إعدادات حسابك. يمكن أيضاً استغلال هذه الخاصية لمنع ظهور إعلانات غير مرغوبة لديك وحجبها من موقعك. للحصول على قائمة جاهزة بالمواقع المخالفة استعن بالموقع adsense-list.com
وبعد ظهور قوقل أدسنس ظهرت شركات أخرى مثل:
ياهو Publisher Network , Microsoft adCenter, Ad-in-Motion
وغيرها من الشركات التي قد تقدم عروض مماثلة في المستقبل.